# وثنية سلافية

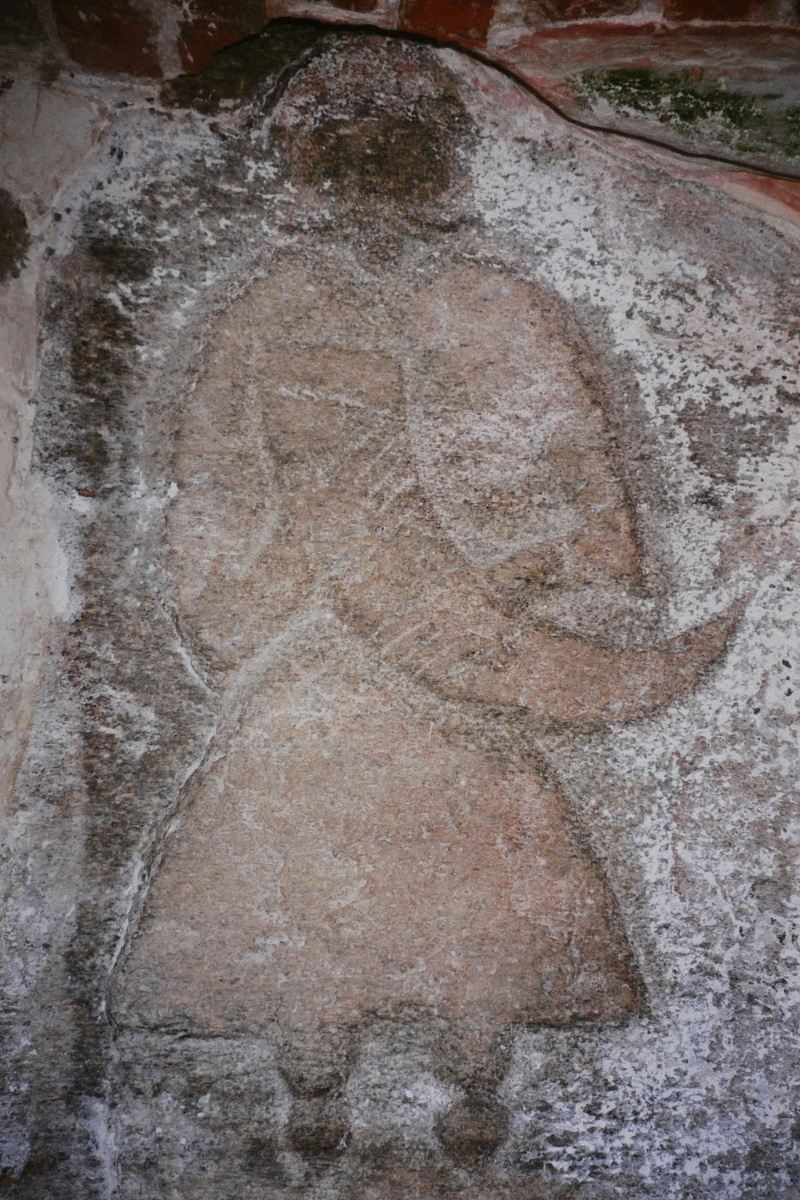

يدل مصطلح الوثنية السلافية أو الدين السلافي على المعتقدات والأساطير والشعائر الدينية للسلافيين قبل عملية تمسيح نخبتهم الحاكمة. حدثت عملية التمسيح هذه على مراحل متعددة بين القرنين الثامن والثالث عشر: كان السلافيون الحنوبيون القاطنون في شبه جزيرة البلقان في أوروبا الجنوبية الشرقية، المحاذية للإمبراطورية البيزنطية في الجنوب، في جو تأثير المسيحية الشرقية الأرثوذكسية، بدءًا من اختراع الأبجدية السلافية (الغلاغوليتسية أولًا، ثم السيريلية) في 855 بواسطة الأخوين القديسين سيريل وميثوديوس وتبنّي المسيحية في بلغاريا في عام 863 للميلاد. ثم تابع السلافيون الشرقيون مع تبني فلايديمير عظيم روس الكييفية الرسمي للمسيحية في عام 988.
وقع السلافيون الغربيون تحت تأثير الكنيسة الكاثوليكية الرومانية منذ القرن الثاني عشر، ومضى التمسيح يدًا بيد -جزئيًا أو كليًا- مع الجرمنة.
ولكن تمسيح الشعب السلافي، على أي حال، كان ظاهرة بطيئة وظاهرية -في كثير من الأحوال-، لا سيما في ما أصبح اليوم روسيا. كان التمسيح نشطًا في الأجزاء الغربية والوسطى ممّا أصبح اليوم أوكرانيا، إذ كانت أقرب إلى العاصمة كييف، ولكن حتى في تلك الأماكن، تكررت بين كل فترة وفترة لعدة قرون حركات مقاومة شعبية قادها الفولفات ورجال الدين الوثني والشامان.
قاوم السلافيون الغربيون المسيحية بشدة، حتى فرضتها الحملات الصليبية الشمالية بالقوة عليهم. حدثت بين البولنديين والسلافيين الشرقيين حركات تمرد في القرن الحادي عشر. وكتب المؤرخون المسيحيون أن السلافيين كانوا يعودون مرة بعد مرة إلى دينهم الأصلي.
أُدخلت عناصر كثيرة من الدين السلافي الأهلي رسميًا في المسيحية السلافية، وإلى جانب هذا، استمرت عبادة الأسلاف في الدين الشعبي غير الرسمي حتى العصور الحديثة. قادت مقاومة السلافيين للمسيحية إلى «توليفة غريبة» سُمّيت بكلمات الكنيسة السلافونية القديمة دفويفري، أي «الدين المزدوج». منذ أوائل القرن العشرين، مضى الدين الشعبي السلافي في عملية إعادة خلق وإدماج منظمة في حركة الدين المحلي السلافي (رودنوفيري).

## نظرة عامة وخصائص مشتركة
من الباحثين في القرن العشرين الذين سعوا في دراسة الدين السلافي القديم: فياخسلاف إيفانوف، وفلاديمير توبوروف، وماريجا غيمبوتاس، وبوريس ريباكوف، ورومان جاكوبسن وآخرون. يلاحَظ ريباكوف لجهده في في إعادة فحص نصوص الكنيسة القروسطية، وتوليف نتائجه مع المعطيات الآثارية وعلم الأساطير المقارن والإثنوغرافيا وشعائر القرن التاسع عشر الشعبية، ولإعطائه واحدة من أشد الصور اتساقًا للدين السلافي القديم في كتابه وثنية السلافيين القدماء وأعمال أخرى. من الباحثين الأقدم الذين عاشوا في القرن التاسع عشر، برنهارد سيفرين إغنمان، وهو معروف في دراسته أصول الأساطير السلافية والوندية.
من الوثائق التاريخية عن الدين السلافي التاريخ الأساسي المكتوب في كييف عام 1111، وتاريخ نوفغورود الأول المكتوب في جمهورية نوفغورود. تحتوي هاتان الوثيقتان تقارير مفصلة عن إبادة الدين السلافي الرسمي في كييف ونوفغورود، ونتيجته «الدين المزدوج». يحوي التاريخ الأساسي أيضًا نصوصًا أصلية للرسائل الروسية الإغريقية (المؤرخة في 945 و971) مع عهود محلية سابقة للمسيحية. منذ القرن الحادي عشر وصاعدًا، أُنتجت كتابات روسية كثيرة ضد بقاء الدين السلافي، وأُقحمت الآلهة السلافية بين ترجمات الأعمال الأدبية الأجنبية مثل تاريخ مالالاس والقصيدة الإسكندرية (قصيدة لاتينية ملحمية).
قاوم السلافيون الغربيون القاطنون بين فيستولا وإلب بعناد الحملات الصليبية الشمالية، وكُتب تاريخ مقاومتهم في التواريخ اللاتينية لرجال الدين الجرمانيين الثلاث: ثيتمار المرسبرغي وآدم البرمني في القرن الحادي عشر، وهلمولد في الثاني عشر، وفي سِير أوتو البمبرغي في القرن الثاني عشر وفي كتاب غستا دانورم: أعمال الدنمارك لساكسو غراماتيسيوس في القرن الثالث عشر. تقدم هذه الوثائق وبعض الوثائق الجرمانية وملحمة كنيتلنغا الآيسلندية وصفًا دقيقًا للدين الشمالي الغربي السلافي.
أما أديان الشعوب السلافية الأخرى فهي أقل توثيقًا، لأن الكتابات عن هذا الموضوع كانت متأخرة في الزمان بعد عملية التمسيح، مثل التاريخ البولندي في القرن الخامس عشر، وفيها كثير من الاختلاقات. في الأزمنة قبل التمسيح، وثق بعض المؤرخين الإغريق والرومان، مثل بروكوبيوس وجوردانز في القرن السادس، بعض المفاهيم والممارسات السلافية على نحو خفيف. استمرت الوثنية السلافية بأشكال أقل أو أكثر نقاء بين السلافيين على طول نهر سوكا حتى ثلاثينيات القرن الرابع عشر.

### الأصول الهندية الأوروبية وتأثيرات أخرى
تشهد الوحدة اللغوية والاختلافات اللغوية الضئيلة بين السلافيين حتى نهاية الألفية الميلادية الأولى، والانتظام في اللغة الدينية، انتظامًا في الدين السلافي القديم. وقيل إن جوهر السلافية القديمة كان إثنيًا دينيًا لا إثنيًا وطنيًا، أي أن الانتماء إلى السلافيين كان يتحدد أساسًا بالموافقة على مجموعة من العقائد والشعائر لا بالانحدار من سلف عرقي معين أو الولادة في مكان مخصوص. عرف إيفانوف وتوبوروف الدين السلافي بأنه نمو للدين الهندي الأوروبي البدائي، إذ إنه يشابه في أشياء كثيرة نظم الاعتقاد الهندية الأوروبية كنظم البلطيقيين والتراقيين والفريجيين والهنديين الإيرانيين. يُعتبر الدين والأساطير السلافية (والبلطيقية) أشد محافظة وأقرب للدين الهندي الأوروبي البدائي -ومن ثم مهمًا لفهم هذا الأخير- من التقاليد الهندية الأوروبية الأخرى، وهذا ناتج عن حقيقة أنه في خلال تاريخ السلافيين بقي هذا الدين شائعًا بدلًا عن إعادة صياغته تعقيده من قبل النخبة المثقفة كما حصل في الحضارات الدينية الهندية الأوروبية الأخرى.
يظهر التقارب مع الدين الهندي الأوروبي البدائي في التطورات المشتركة، منها إنهاء استعمال الكلمة الدالة على إله السماء ديوس، واستخدام الكلمة الدالة على السماء (نيبو في السلافية) بدلًا عنها، وتحوّل واصف الآلهة السماوية الهندي الأوروبي (ديفا في الأفستية، و ديف في السلافونية القديمة، وديوُس في الهندية الأوروبية البدائية، وتعني «سماوي» وهي تشبه ديوس) إلى اسم للكائنات الشريرة، أما اسم الآلهة فكان الاسم الذي يعني «الثروة» و«واهبها» (باغا في الأفستية وبوغ في السلافية). تشترك اللغة السلافية الدينية في كثير من الكلمات مع الإيرانية، من هذه الكلمات: فيرا (تترجم إلى «الدين»، وهي تعني «إشعاع المعرفة») وسفِت («النور») ومير («السلام»، أو «اتفاق الأجزاء»، وتعني أيضًا «العالم») وراي («الفردوس»).
وفقًا لأدريان إيفانكوف، فإن العنصر الهندي الأوروبي في الدين السلافي ربما تضمّن ما درسه جورج دوميزيلو وسماه «فرضية ثلاثية الوظيفة»، وهو يعني المفهوم الثلاثي للنظام الاجتماعي، وتمثله الطبقات الاجتماعية الثلاث: الكهنة والمحاربون والمزارعون. وفقًا لغيمبوتاس، فإن الدين السلافي مثّل تداخلًا واضحًا بين الأفكار الأبوية الهندية الأوروبية والأفكار الأمومية السابقة للهندية الأوروبية -أو ما يسمى الأوروبية القديمة-. يصعب إنزال هذه الأخيرة في الدين السلافي، وتمثلها العبادة الشائعة لـ«مات سيرا زمليا»، «الأرض الأم الرطبة». قال ريبانكوف إن الاستمرارية والتعقّد التدريجي في الدين السلافي، الذي بدأ بعبادة القوى الواهبة للحياة والأسلاف والإله المطلق رود (ويعني «الخلق» نفسه) وتطور إلى أساطير عالية للدين الرسمي لروسيا الكييفية المبكرة.

### الإله والأرواح
كما شهد هلمولد (نحو 1120 – 1177) في عمله كرونيكا سلافورم، فإن السلافيين آمنوا بإله سماوي واحد خلق كل الأرواح الصغرى التي تحكم الطبيعة، وكانوا يعبدونه بوسيلتها. وفقًا لهلمولد، فإن «الآلهة كانت تطيع الوظائف المخصوصة لها، وقد نبعت من دم الإله الأعلى واستمتعت بالتميز لقربها من رب الأرباب (إله الآلهة)». وفقًا لدراسات ريباكوف، فإن رموز العجلات مثل «علامات الرعد» (غروموفي زناك) و«الوردة ذات الست بتلات داخل دائرة» وهي شائعة في الصناعات اليدوية السلافية وما زالت تُنحَت على أطراف الأسقف وأواسطها في شمال روسيا في القرن التاسع عشر، لم تكن إلا رموزًا للإله واهب الحياة رود. قبل أن يسمّى هذا الإله الأعلى رود، كان يسمى ديفيوس (قريب من السنسكريتية ديفا، واللاتينية ديوس، والجرمانية العالية القديمة زيو واللتوانية دييفاس). آمن السلافيون أنه قد نشأ عن هذا الإله زوجية كونية، يمثلها بيلوبوغ («الإله الأبيض») وتشيرنوبوغ («الإله الأسود»، ويسمى تيارنوغلوفي «العقل/الرأس الأسود»)، تمثل أصل كل الآلهة المذكرة السماوية والمؤنثة الأرضية، أو أنوار القمر المتزايدة (بين المولود والبدر) والمتناقصة، على الترتيب. في كلا الفئتين، قد تكون الآلهة رازي «ناصحة» أو زيرنيترا «ساحرة».
كان السلافيون يرون أن الكون تحييه مجموعة من الأرواح، ويمثّلون هذه الأرواح في أشخاص ويعبدونها. ومن بينها، أرواح المياه (مافكا وروسالكا)، والغابات (ليزوفيك)، والحقول (بوليوفيك)، والبيوت (دوموفيك)، والأمراض، والحظوظ، والأسلاف. ليشي مثلًا هو روح غابة مهم، كانوا يؤمنون أنه يقسم الأكل ويعطي الفرائس للصيادين، ثم صار إله القطعان وما زال معبودًا في هذه الوظيفة حتى أوائل القرن العشرين في روسيا. كان يُنظر إلى العديد من الآلهة على أنهم أقرباء أو أسلاف، وفكرة الأسلافية هذه كانت مهمة جدًا في الدين السلافي، وربما كانت تمثل عبادة للأسلاف مع أن السلافيين لم يحفظوا تسجيلات نَسَبية. عبد السلافيون أيضًا آلهة النجوم، ومنها القمر (بالروسية: ميسياتس) والشمس (سولنتس)؛ كان الأول يعدّ ذكرًا والأخيرة أنثى. كان إله القمر خصوصًا مهمًا، إذ يعتبر قاسم الأرزاق ومعطي الصحة، وكانوا يعبدونه في رقصات دائرية، وعُدّ في بعض التقاليد رأس سلالة الإنسان. بقي الإيمان بإله القمر حيًا إلى حد كبير في القرن التاسع عشر، وكان مزارعو جبال الكاربات الأوكرانية يقولون علانية إن القمر هو إلههم.
وُجدت استمرارية ظاهرة بين معتقدات السلافيين الشرقيين والغربيين والجنوبيين. فقد اشتركوا بالآلهة التقليدية نفسها، كما نرى في عبادة زواراسيز بين السلافيين الغربيين، وهو يكافئ سفاروزيك بين السلافيين الشرقيين. كانت الآلهة المذكرة اللامعة كلها تعتبر أقانيم أو أشكال السنة ومراحلها، وكانت القوة الإلهية المذكرة تشخَّص في بيرون («الرعد»). يشتق اسمه من الجذر الهندي الأوروبي بير أو بيركو (ويعني «هجوم» أو «شق») وكان الرعد المنشق والشجرة المنشقة (لا سيما السنديان، واسمها اللاتيني كيركوس مشتق من الجذر نفسه) كلاهما يمثلان سطوعًا أو إشعاعًا للقوة. ينشأ عن هذا الجذر أيضًا الكلمة الفيدية بارجانيا والبلطيقية بيركوناس والألبانية بيريندي (تدل الآن على «إله» أو «سماء») والألمانية فيورغن والإغريقية كيراونوس («الصاعقة»، وهو تشكيل إيقاعي من الاسم بيراونوس يُستخدَم كلقب للإله زيوس). أُعيد تشكيل الإله بريغيني في الفلوكلور الشعبي الروسي الحديث باسم بريغينيا أو بيريغينيا (من بريغ وبيريغ، وتعني «الشاطئ») ثم أُعيد تشكيله مرة أخرى على أنه أرواح مائية مؤنثة كانت من قبل أرواح الأشجار والأنهار المتعلقة ببيرون، كما تظهر التواريخ والجذر بير. حافظت التقاليد السلافية على عناصر هندية أوروبية قديمة جدًا، واختلطت مع العناصر الموجودة في الشعوب الهندية الأوروبية المجاورة. من الحالات الشارحة شعائر المطر السلافية الجنوبية التي ما زالت حية إلى اليوم، وهي شعائر الزوج بيرون-بيربيرونا، سيد الرعد وسيدته، وهي موجودة عند جيرانهم الألبان والإغريق والأرومانيين، يقابله الزوج الجرماني فيورغن-فيورغن Fjörgynn–Fjörgyn، والليتواني بيركوناس-بيركونا، وله تشابهات مع الترانيم الفيدية إلى بارجانيا.
عبد السلافيون الغربيون، لا سيما البلطيقيون، بشكل بارز سفيتوفيد («رب القوة»)، أما الشرقيون فعبدوا بشكل بارز بيرون نفسه، لا سيما بعد تجديدات فلاديمير في سبعينيات القرن العاشر وثمانينياته. كان يُعتقد أن الأرواح المختلفة تتجلى في أماكن مخصوصة اعتُبرت مقدسة، منها الينابيع والأنهار والبساتين والقمم المستديرة للتلال والجروف المستوية المطلة على الأنهار. كانت الطقوس الموسمية تُقام مع الأرواح التي كان يُعتَقَد أن لها فترات إشعاع وخفوت في السنة، محددةً دورة الخصوبة الزراعية.